# Protopolybia panamensis
Protopolybia panamensis är en getingart som först beskrevs av Edoardo Zavattari 1906.
Protopolybia panamensis ingår i släktet Protopolybia och familjen getingar. Inga underarter finns listade i Catalogue of Life.